# Poortugaalse Griend
Poortugaalse Griend is een buitendijks gebied van 15 hectare dat in 2023 is aangekocht door Zuid-Hollands Landschap.
Het voormalige Antes-terrein vormt een belangrijke groene schakel langs de Oude Maas.
De naam past bij die van andere grienden in de omgeving: Ridderkerkse Griend en Visserijgriend.

## Kenmerken
De Oude Maas is een getijdenrivier en die zorgt in dit gebied voor een zoetwatergetijdennatuur.
Met vloed vullen de kreken en geulen zich met zoet water en tijdens eb trekt het water zich weer terug. Deze natuur vormt een belangrijke levensader voor soorten als de bever, spindotterbloem en het zomerklokje.